# V (comics)
Pour les articles homonymes, voir V.
 (octobre 2012).
Si vous disposez d'ouvrages ou d'articles de référence ou si vous connaissez des sites web de qualité traitant du thème abordé ici, merci de compléter l'article en donnant les références utiles à sa vérifiabilité et en les liant à la section « Notes et références ».
V est un personnage de fiction du comics V pour Vendetta, créé par Alan Moore et David Lloyd. Il est un mystérieux justicier anarchiste  et terroriste que l'on reconnait facilement à son masque de Guy Fawkes et à ses vêtements sombres. Selon Moore, il a été conçu pour être à la fois un protagoniste et un antagoniste, de sorte que les lecteurs puissent décider par eux-mêmes s'il est un héros qui sert une cause ou tout simplement un aliéné (l'aspect antagoniste a été atténué dans l'adaptation cinématographique).

## Biographie fictive

### Origine
Le passé et l'identité de V sont en grande partie inconnus. Il est détenu au camp de reclassement de Larkhill, l'un des camps de concentration où opposants au pouvoir, homosexuels, juifs, musulmans et probablement non-européens sont exterminés par Norsefire, le nouveau parti fasciste au pouvoir au Royaume-Uni. 
Dans ce camp, il fait partie d'un groupe de prisonniers soumis aux terrifiantes expériences médicales du Dr Delia Surridge. Il s'agissait de recherches hormonales (certains disent en vue de créer des super-soldats, bien qu'il n'y soit pas fait référence dans le comics) au but incertain. 
Les prisonniers injectés finissent tous par mourir de manière horrible. Tous, sauf un : l'homme de la chambre V (5 en chiffres romains). Le Dr Surridge ne constate aucune anomalie physique chez lui, mais décèle un comportement irrationnel. Il obéit à sa propre logique. Sa personnalité est devenue étrangement attirante. Ces expériences ont aussi incroyablement développé sa résistance, sa force et son mental. V est un génie dans bien des domaines comme ceux des explosifs, de la philosophie, de la littérature, de la politique, de l'informatique, de la chimie…
Le Dr Surridge concentre son analyse sur l'homme de la chambre V afin de comprendre sa logique. C'est ainsi qu'il lui est permis de participer à un projet jardinage (où il augmente considérablement les récoltes), de cultiver des roses (dont une variété disparue après la guerre) et même d'obtenir certains produits comme des engrais, des solvants et de l'ammoniaque.
Le 23 décembre 1993, une explosion se produit, provoquée par l'homme de la chambre V. Il a fabriqué avec l'engrais et d'autres substances du gaz moutarde et du napalm qui lui permettent de semer le chaos dans le camp. C'est à ce moment, devant les flammes, qu'il apparaît pour la dernière fois face à ses tortionnaires. Le camp est évacué et fermé. 
Il consacre les cinq années suivantes à mettre en place les éléments de sa vengeance. Elle ne se résume pas à une simple élimination de ses bourreaux, mais surtout au réveil du peuple en proie à un régime coercitif dont l'instrument est la peur, à le pousser à vivre ses choix et à prendre ses responsabilités. Autrement dit, l'objectif est le déconditionnement et le retour à la liberté de penser.
C'est avec un hommage à Guy Fawkes et l'explosion d'un symbole de l'État que commence l'histoire de V pour Vendetta.

### Identité
La véritable identité de V est un mystère. À aucun moment son visage n'est dévoilé au lecteur. Seule le Dr Delia Surridge aura le privilège de voir son visage avant de mourir. Evey, elle, refusera d'enlever le masque, comprenant que ce geste anéantirait sa symbolique et briserait les chances de faire naître la nouvelle société qu'elle doit faire éclore.
Il se fait appeler V, cinq en chiffres romains, le numéro de sa chambre dans le camp. Cette indication est révélée dans le journal intime du Dr Surridge que V laisse aux mains de l'inspecteur Finch, après avoir pris soin de déchirer certaines pages qui vraisemblablement révèleraient des indices sur son identité à son arrivée au camp. Ces pages déchirées ne sont jamais dévoilées au lecteur.
Son antre secret, le Musée des Ombres, recèle des œuvres d'art et autres objets issus d'une culture désormais bannie et oubliée.
V utilise des moyens violents, de manière terroriste. Son sens tactique le pousse à organiser des « accidents » dans lesquels les responsables mineurs du camp de Larkill sont tués sans qu'un lien ne soit établi entre eux durant les quatre années suivantes, usant des cinq grands responsables pour des actions de plus grand éclats afin de poursuivre son plan final, le renversement du pouvoir fasciste qui régit l'Angleterre.
Sans scrupules, il ne prend pas de gants avec Evey qu'il manipule afin de lui faire gagner sa propre liberté de penser, allant jusqu'à organiser une véritable incarcération et des séances de torture psychologiques où Evey s'éveille à sa vraie nature. Il respectera cependant son souhait de ne plus l'aider à tuer après la mort de l'archevêque.
Son action est calculée et planifiée afin que sa mort serve de détonateur à la grande révolution sociale et politique qui va balayer les fascistes au pouvoir. Sa croyance en l'anarchie le pousse à organiser son propre trépas et sa succession, argumentant que celui qui détruit un monde ne peut aider à bâtir le nouveau. Evey, qu'il a préparée à jouer ce rôle, comprend les dernières volontés de V et use de son wagon mortuaire pour détruire Downing Street et ce qui reste du pouvoir fasciste.

## Adaptation
Dans l'adaptation cinématographique sortie en avril 2006, le rôle de V est interprété par Hugo Weaving. Quelques scènes sont toutefois jouées par James Purefoy, qui a abandonné le tournage après 6 semaines pour postuler au rôle du nouveau James Bond, qui fut finalement joué par Daniel Craig. La voix a été doublée par Hugo Weaving.

### Warrior
- Warrior - Mars 1982

### DC Comics
- vol. I V for Vendetta - Septembre 1988
- vol. II V for Vendetta - Octobre 1988
- vol. III V for Vendetta - Novembre 1988
- vol. IV V for Vendetta - Décembre 1988
- vol. V V for Vendetta - Décembre 1988
- vol. VI V for Vendetta - Décembre 1988
- vol. VII V for Vendetta - Janvier 1989
- vol. VIII V for Vendetta - Février 1989
- vol. IX V for Vendetta - Mars 1989
- vol. X V for Vendetta - Mai 1989

### Intégrales
- États-Unis - Vertigo Comics  (ISBN 0-930289-52-8) - 1989
- Royaume-Uni - Titan Books (en)  (ISBN 1-85286-291-2) - 1990
- France - DC Comics  (ISBN 978-2809409659) - 2009